# استانیسلاو ریبالچنکو
استانیسلاو ریبالچنکو (انگلیسی: Stanislav Rybalchenko؛ زادهٔ ۱۵ ژوئیهٔ ۱۹۷۱) ورزشکار وزنه‌برداری اهل اتحاد جماهیر شوروی سوسیالیستی است.